# Arkovo
Arkovo (en rus: Арково) és un poble de l'óblast de Sakhalín, a l'Extrem Orient de Rússia, que el 2013 tenia 120 habitants. Pertany al districte d'Aleksàndrovsk-Sakhalinski.